# Цвартблес

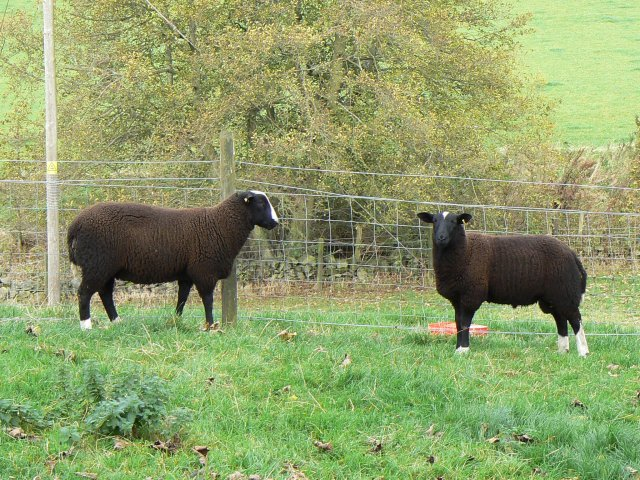
Овца породы Цвартблес на поле в Шотландии

Цвартблес — это крупная порода домашних овец. Впервые эта порода была выведена в Голландии на севере Нидерландов. Эта порода овец использовалась для получения молока и мяса. 
У овец красновато-коричневая шерсть, черные ноги с белыми стопами, белый кончик на хвосте, и черное лицо с белой полосой. У породы нет рогов. Эти овцы ручные и очень дружелюбные, но за ними не очень просто ухаживать.
Они разводятся ради мяса, шерсть очень тёмная, поэтому её невозможно перекрасить. В их мясе немного жира и оно сладкое на вкус.
Самка весит, в среднем, 85 килограмм, самцы 100 килограмм. Обычно у самки рождаются 3 или 4 ягнёнка. Рождение такого количества детей может повлечь проблемы для самки. 
Эти овцы стали менее популярными в Голландии. Животных стало настолько мало, что они были внесены в список редких в середине 70-х. Овцы впервые появились в Британии в 1986 году. Они не очень распространены и разводятся в основном на севере Англии. Группа для их владельцев, Ассоциация овец Цвартблес, была образована в 1995 году. Прибыв из холодного, влажного, ветреного климата Нидерландов, овцы этой породы могут жить в добром здравии на различных высотах Великобритании. Некоторые Цвартблес показываются на сельскохозяйственных выставках для оценки.